# Nyári palota (Prága)

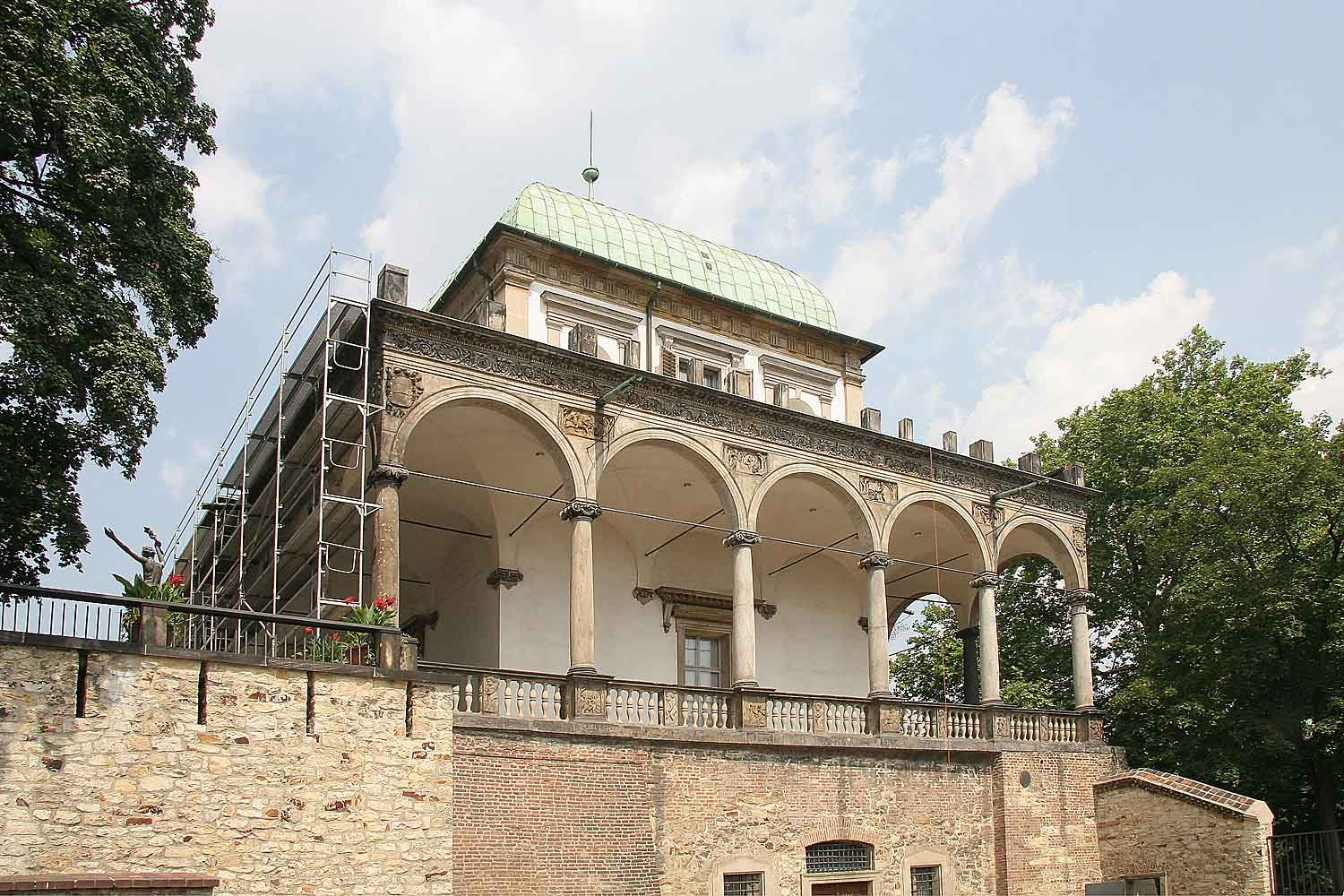

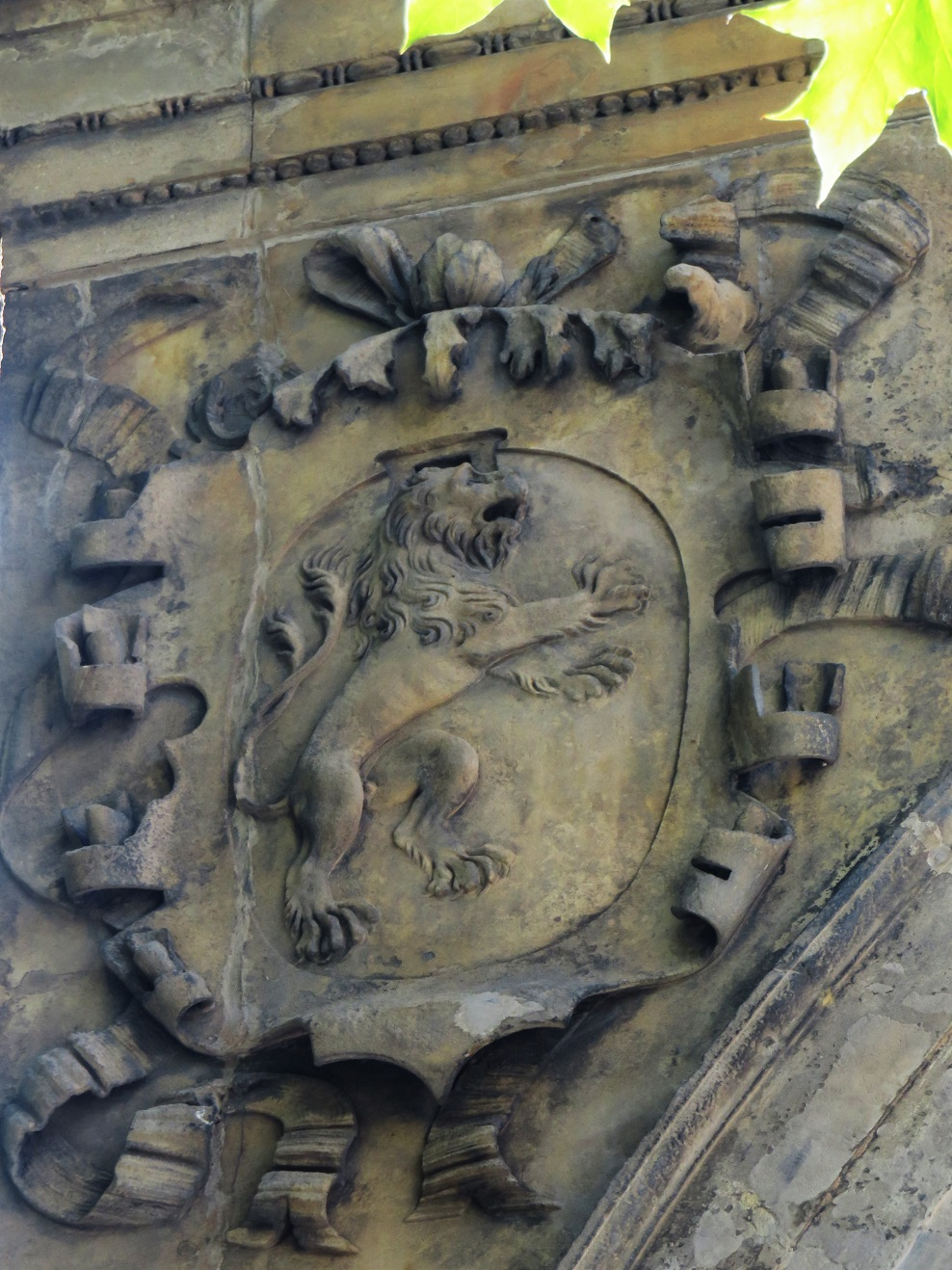
A cseh oroszlán (Paolo della Stella)

Anna királyné nyári palotája (csehül: Královský letohrádek — Pražský hrad, Mariánské hradby, Praha 1) Prágában, a Királyi kertek keleti végében áll. Homlokzata a kert felé fordul;főbejárata előtt csobog a Zenélő kút (Zpívající fontána) vize. A köznyelvben Savoyai Jenő herceg Bécsben épült nyári palotájának mintájára ezt is Belvedere palotának nevezik. Ezt nevet egyes idegenforgalmi szakértők is átvették, elfogadták, mások ezt kárhoztatják. Hívják még (építtetőjéről) Ferdinándeumnak, illetve (egykori funkciójáról) Obszervatóriumnak is.
Bejárata a Mária bástyaút (Marianské hradby) felől nyílik.

## Története
A palotát I. Ferdinánd építtette felesége, Jagelló Anna örömére. Építését az olasz kőfaragó és építész Paolo della Stella 1535–1537 között készített tervrajzai és makettje alapján 1538-ban kezdte el Giovanni Spatio, akitől a munkát Juan Maria del Pambio vette át.
Az 1541-es tűzvészben a félkész épület is leégett. Ferdinánd ekkor leállíttatta az építkezést, és maga is elköltözött Prágából. A palota építését 1548-ban maga a tervező Paolo della Stella kezdte újra, majd halála (1552) után 3 évig Hans Tirol folytatta. Tőle 1555-ben Bonifaz Wohlmuth vette át: befejezte az emeleti helyiségeket hajógerinc formára képezte ki a tetőt és elkészítette annak rézborítását. A munka 1563-ban lett kész.
Jagelló Anna sosem költözhetett be a palotába, ugyanis 1547-ben meghalt, miután életet adott 15. gyermekének. 
II. Rudolf még főherceg korában az emeleten rendezte be híres obszervatóriumát (18 távcsővel), ahol Tycho Brahe és Johannes Kepler is dolgozott. Az észlelésekhez gyakorlatilag csak két távcsövet használtak; ezeket a teraszon állították fel. A megfigyelésekben Rudolf maga is részt vett. A többi emeleti helyiségben messze földön híres műgyűjteményét helyezte el. Miután lemondatták trónjairól, 1611-ben maga is ebbe az épületbe vonult vissza, de már 1612-ben meghalt. Halála után nem lakott itt senki, és Rudolf utóda, Mátyás elkezdte leépíteni a gyűjteményt: egyik darabot a másik után szállíttatta át Bécsbe. Évtizedekkel később még így is elég gazdag volt, ezért a Prágát a harmincéves háborúban (1648-ban) elfoglaló svédek módszeresen kifosztották; egykori kincseinek többsége jelenleg a Louvre-t gazdagítja.
Felújításában 1725–1726 között Giacomo Antonio Canevalle is részt vett.
II. József átadta az épületet a hadseregnek, amely itt rendezte be tüzérségi laboratóriumát. 1836-ban Karel Chotek birodalmi gróf, a cseh helytartótanács elnöke visszaszerezte a tüzérségtől, hogy itt rendezhesse meg V. Ferdinánd koronázási ünnepségét. Bernard Grueber és Petr Nobile építészek tervei alapján 1841–1855 között az épületet felújították és képtárrá alakították — az első emeleti nagytermet 1851 és 1865 között 14 festményből álló képsorozattal díszítették. Ekkor épült a monumentális lépcsőház. 1851–1865 között Kristián Ruben tervei alapján a cseh történelem egy sor romantikus jelenetét festették föl az emeleti helyiségek falaira tanítványai:
- Antonín Lhota,
- Josef Matyáš Trenkwald,
- Karel Svoboda és
- Emil Laufer.

Az épületet az 1953 körül Pavel Janák restaurálta; ekkor helyezték el benne a a Várgaléria képeinek egy részét, és azóta kiállító központ. 1962-ben nemzeti kulturális emlékhellyé nyilvánították. Utoljára 1988–1991 között újították fel.
A nyárilak reneszánsz ízlésű kertjét 1534-ben alapították; építményeit 1956-ban restaurálták. Fő dísze a Zenélő kút.

## A palota
A palota az itáliai reneszánsz kivételesen szép példája; gyakran említik úgy, mint a legszebb reneszánsz épületet az Alpoktól északra. Eredeti (Wohlmuth-féle) állapotában a tetőt még piros-fehér sávok tarkázták, rajtuk a cseh koronához tartozó földek (országrészek) címerpajzsaival.
Az épületen körülfutó, 80 cm magas, ornamentális és figuratív motívumokat kombináló frízt Paolo della Stella faragta 1548–1552 között homokkőből. Szintén az ő munkája a kerti lugasban a 36 toszkán oszlopfő és a falakat díszítő 114 dombormű; közülük a leghíresebben I. Ferdinánd egy fügeágat nyújt át Jagelló Annának.
A földszinten luxus lakosztályokat alakítottak ki, az emeleten volt a táncterem és a műalkotásokat bemutató galéria. A monumentális lépcsőház klasszicista stílusú.

## Látogatható
- április 1. – október 31. között: 6:00–18:00
- november 1. – március 31. között: zárva